# 鐘釣駅

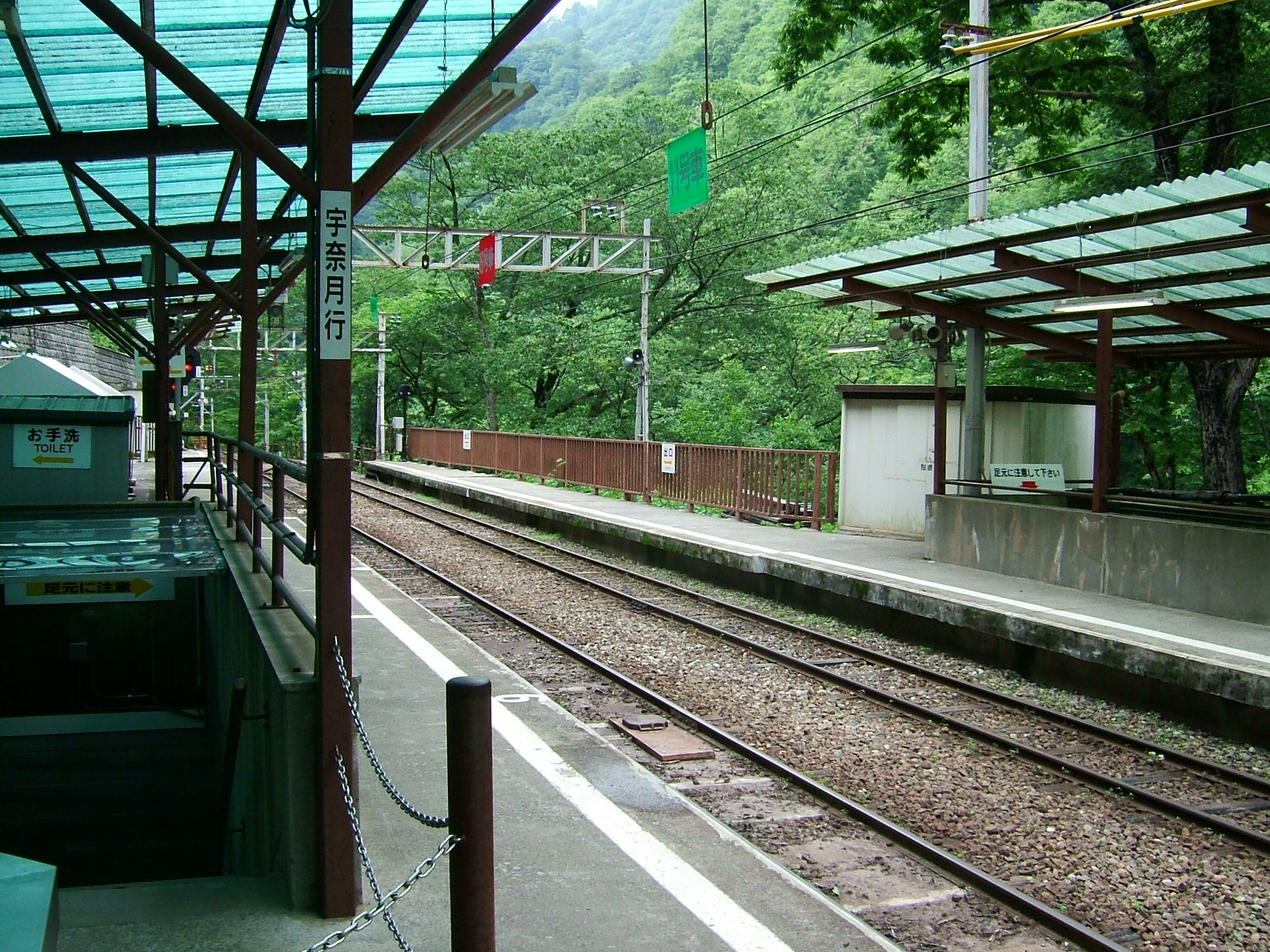
ホーム（宇奈月方向）

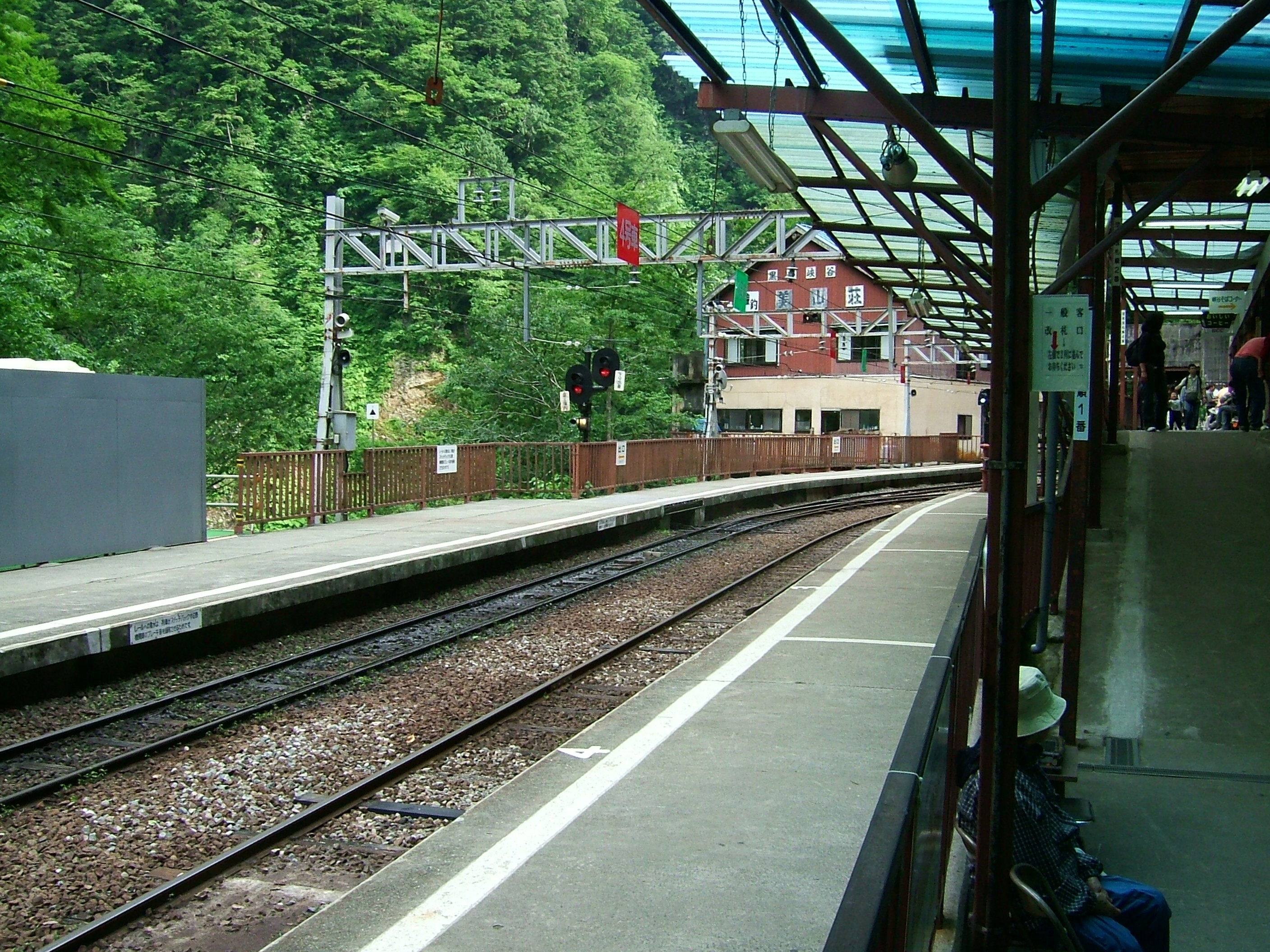
ホーム（欅平方向）

鐘釣駅（かねつりえき）は、富山県黒部市にある黒部峡谷鉄道本線の駅。標高443メートルに位置。

## 歴史
- 1937年（昭和12年）7月1日 - 日本電力の専用鉄道として線路が開通。
- 1953年（昭和28年）11月16日 - 関西電力が地方鉄道としての免許を取得して旅客駅が開業。
- 1971年（昭和46年）
  - 5月4日 - 黒部峡谷鉄道が設立[1][2]、同社の駅となる。
  - 7月1日 - 黒部峡谷鉄道が運行を開始。

### 駅名の由来
付近にある釣り鐘の形をした山の名に由来している。

## 駅構造
相対式2面2線のホームを持つ地上駅で、列車交換可能な有人駅。一般旅客駅である。
勾配の途中に平坦な区間を作って交換設備が設けられたが、停車場の両端から直ちに勾配が始まるために、車両の長大化に伴う停車場有効長の延伸ができず、やむなく上下線とも衝突待避用の安全側線部分にまでホームを延伸した。その結果、鐘釣駅に進入した列車は本線との分岐器を越えて安全側線上に入った状態で停車し、客扱いの終了後に一旦分岐器の手前まで後退して分岐器を本線側に切り替え、あらためて出発するという運行方法を行っている（停車場形スイッチバックの一種）。なお、上下線とも後方には安全側線を設けていないので、後退時には列車の後部が本線上に出て勾配にかかる。また、スイッチバック時に発する機関車のブレーキ音を緩和するために、レールには散水装置が設けられている。

## 駅周辺
- 黒部川　駅近くの河原では地中から温泉が湧き出ていて、天然の露天風呂（野湯）となっている。
- 鐘釣温泉
- 黒部万年雪展望台
- 鐘釣三尊像
- 黒部峡谷鍾乳洞群

## 隣の駅
黒部峡谷鉄道
■本線
関西電力専用列車
猫又駅 - 鐘釣駅 - 小屋平駅
旅客列車
黒薙駅 - 鐘釣駅 - 欅平駅